# Longhua (Haikou)
Longhua  léase Long-Juá (en chino simplificado, 龙华区; pinyin, Lónghuá  qū, lit: dragón chino) es un distrito urbano bajo la administración directa de la ciudad-prefectura de Haikou. Se ubica en la provincia isleña de Hainan, extremo sur de la República Popular China. Su área es de 51 km² y su población total para 2018 fue cercana a los 500 mil habitantes.

## Administración
El distrito de Longhua se divide en 11 pueblos que se administran en 6 subdistritos y 5 poblados.